# Progebiophilus bakeri
Progebiophilus bakeri là một loài chân đều trong họ Bopyridae. Loài này được Hale miêu tả khoa học năm 1929.